# Дам'ян Слабонь
Да́м'ян Сла́бонь (пол. Damian Słaboń; * 28 січня 1979 у м. Сосновець, Польща) — польський хокеїст, центральний нападник. 
Вихованець хокейної школи ГКС (Тихи). Виступав за СМС I (Сосновець), «Олімпію», КХТ «Криниця», ГКС (Тихи), «Краковію» (Краків), «Заглемб'є» (Сосновець). В регулярному чемпіонаті Польщі — 840 матчів (351+445), у плейоф — 90 (22+35).
У складі національної збірної Польщі провів 182 матчі (44 голи); учасник чемпіонатів світу 2001 (дивізіон I), 2002, 2003 (дивізіон I), 2004 (дивізіон I), 2005 (дивізіон I), 2006 (дивізіон I), 2007 (дивізіон I), 2008 (дивізіон I), 2009 (дивізіон I) і 2011 (дивізіон I). У складі молодіжної збірної Польщі учасник чемпіонату світу 1999 (група B). У складі юніорської збірної Польщі учасник чемпіонатів Європи 1995 (група B).
Чемпіон Польщі (2006, 2008, 2009, 2011, 2013, 2016, 2017).